# Nik Collection
Chronologie des versions
Nik Software Complete Collection Ultimate Edition, Google Nik Collection, Nik Collection 2-7 by DxO
La Nik Collection est une suite de plugins de retouche photo destinés à être utilisés avec une application hôte, telle que Adobe Lightroom, Affinity Photo ou DxO PhotoLab.

## Historique
Nik Sharpener et Nik Color Efex ont été développés par Nik Multimedia Inc. pendant les années 1990 en tant que filtres numériques pour être utilisés dans Photoshop. Quelques années plus tard, en 2003, Dfine 1.0, une application de débruitage et un plugin ont été ajoutés à la liste des produits proposés.
La nouvelle société Nik Software a ensuite ajouté Viveza et Silver Efex à son offre en 2008, puis a regroupé toutes ses applications de plugins de retouche photo dans une seule collection: Dfine 2.0, Viveza, Color Efex Pro 3.0, Silver Efex Pro, Sharpener Pro 3.0. The Complete Collection Ultimate Edition a été vendue au prix de 599,95 USD et the Complete Collection pour Lightroom et Aperture au prix de 299,95 USD. HDR EFex a été ajouté à la collection en 2010.
Après l'acquisition, Google a relancé la collection de six applications, avec le nouveau Analog Efex, en 2013 sous le nom de Google Nik Collection et a réduit son prix à 150 dollars puis, en 2016, l'a rendue entièrement gratuite,.
En 2017, Google a vendu la collection, désormais composée de sept applications, à DxO Labs pour un montant non divulgué DxO Labs a depuis ajouté une huitième application : Perspective Efex,.
En 2023, DxO Labs a annoncé que la version 6.3 marquait la première version du logiciel construite entièrement avec le code de DxO Labs.

### Technologie U Point
Lorsque DxO a acquis la Nik Collection de Google, ils ont également acquis les droits sur sa technologie U Point associée. Le nom vient de l'idée que you (vous), le photographe, pointez à (choisissez) ce qu'il faut ajuster sur la photo. Les algorithmes U-Point permettent des sélections basées sur les attributs de chaque pixel, tels que la teinte, la saturation, la luminosité et le contraste. Ainsi, le photographe n'a pas besoin de créer des masques classiques ; à la place, les sélections sont effectuées à l'aide de points de contrôle "Control Points" ou de lignes de contrôle "Control Lines".

## Historique des versions

### Version 1.0
Tandis que la collection a été dévelopée par Nik Software c'est la version lancé par Google en 2013 qui a porté le titre Nik Collection pour la toute première fois. Les plugins de la collection ont compris Dfine 2, Viveza 2, Color Efex Pro 4, HDR Efex Pro 2, Silver Efex Pro 2, et Sharpener Pro 3.

### Version 2.0
Le 4 juin 2019, quasiment 2 ans après l'acquisition par DxO Labs une deuxième version du Nik Collection a vu le jour. Les plugins fonctionne désormais en dehors des programmes Adobe et avec des moniteurs haute résolution.

### Version 3.0
En juin 2020 la version 3 du Nik Collection est sortie avec un huitième plug-in baptisé Perspective Efex, dédié aux modifications géométriques, et propose une intégration plus poussée avec Adobe Lightroom ou Photoshop. Perspective Efex, très semblable à DxO ViewPoint (en), autorise une correction de l’anamorphose et la création de bokehs en effet "miniature".

### Version 4.0
La version 4 est sortie en août 2021 avec une refonte esthétique de Viveza et de Silver Efex. La sélection 'U Point' dans l’espace colorimétrique est maintenant ajustable pour capter une couleur avec précision, ou bien avec des nuances grâce à des curseurs de chrominance et de luminance. L'outil permet ensuite d’ajuster la couleur, que ce soit la teinte, la saturation ou la luminosité.

### Version 5.0
Lancée en juin 2022, la version cinq propose une nouvelle interface, une meilleure intégration au sein de Lightroom et Photoshop, un effet de grain (issu des travaux en laboratoire afin d’émule fidèlement les émulsions argentiques classiques), la technologie ClearView par DxO, et des améliorations aux technologies U Point (des nouveaux curseurs d’opacité, de luminance, et de chrominance).

### Version 6.3
La version 6.0 lancée le 16 mai 2023 est suivi 4 mois plus tard par 6.3 qui signale la fin du projet de la réécriture du code hérité de Google. Les 8 plugins comportent une nouvelle interface commune à tous les outils et l’ajout des lignes de contrôle qui permettent des corrections plus larges, tout en apportant la puissance des points de contrôle aux dégradés linéaires. Le paramètre diffusion du point de contrôle permet de régler l’intensité et le style des corrections et on peut maintenant inverser les points/lignes de contrôle. Il est possible de convertir des corrections en objets dynamiques à partir du plugin pour des retouches non destructives dans Photoshop. On peut consulter des 15 dernières modifications, chercher des préréglages par leur nom aussi. Cette version prend en charge HiDPI et du multi-écran ainsi que détecter automatiquement l’Affinity Photo lors de l’installation.

### Version 7.0
Sortie le 6 mai 2024, la première version majeure entièrement codée par DxO, ne comporte que sept plugins à la suite de la suppression de Perspective Efex. Cependant, les nouvelles fonctionnalités de Nik Color Efex incluent le filtrage HSL, les filtres dynamiques et l'accès à Viveza en tant que filtre. Les outils de sélection améliorés incluent des points U polygonaux et elliptiques ainsi qu'une nouvelle option de masquage de luminosité. On peut basculer directement entre les plugins et il existe la possibilité d'exporter directement depuis chaque plugin complètent les améliorations du flux de travail.